# Soňa Artamonová
Soňa Artamonová (také Artamonova, * 9. října 2007, Murmansk) je česká sportovní gymnastka ruského původu.

## Život
Narodila se v roce 2007 v ruském Murmansku. Od sedmi let žije v České republice, kam se rodina přestěhovala za prací otce.
V pěti letech začala tančit balet. Po dvou letech jí choreograf řekl, že není dost silná. Matka jí proto vzala na gymnastiku. Ta se jí zalíbila natolik, že se jí začala primárně věnovat. Baletu se ale stále věnuje.
Žila nejprve v Praze, kde v gymnastice závodila za  TJ Bohemians Praha, od roku 2022 žije v Brně, kde závodí za  TJ Sokol Brno I a studuje na gymnáziu Ludvíka Daňka.

## Sportovní kariéra
V roce 2021 v juniorské kategorii závodila na mistrovství České republiky, kde skončila na 12. místě. V témže roce také poprvé závodila na mezinárodním turnaji v rakouském Innsbrucku. Ve víceboji skončila na druhém místě. Následovaly další soutěže.
V roce 2022 již na Mistrovství České republiky v juniorské kategorii ve víceboji skončila na druhém místě, v juniorských kategoriích také skončila druhá v prostné a na kladině, třetí na bradlech a čtvrtá na přeskoku. Byla také členskou českého dívčího týmu ve sportovní gymnastice na Evropském olympijském festivalu mládeže v roce 2022, když tým skončil sedmý. V juniorské kategorii se také v roce 2022 účastnila ženského mistrovství Evropy.
Od roku 2023 závodí již v seniorských kategoriích. Na mistrovství České republiky skončila na třetím místě ve víceboji, zvítězila na kladině a v prostných, byla třetí na přeskoku. Byla také součástí českého týmu na mistrovství Evropy. Poprvé se také zúčastnila Světového poháru ve sportovní gymnastice, kdy v soutěži v maďarském Szombathely zvítězila v prostné. Na Mistrovství světa ve sportovní gymnastice v týmové soutěži s ostatními obsadila 21. místo. V individuální soutěži skončila ve víceboji na 47. místě, v redukovaném pořadí pro účely olympijské kvalifikace to však bylo 12. místo ze 14 postupujících, čímž se kvalifikovala na Letní olympijské hry 2024 v Paříži.
V červenci 2024 reprezentovala Artamonová Českou republiku na olympijských hrách v Paříží. V kvalifikaci závodu získala 50.599 bodu ve čtyřboji a obsadila celkově 46.místo. Do finála se neprobojovala. 
Trénuje pod vedením Kateřiny Janečkové, které dříve trénovala také olympioničku Kristýnu Pálešovou. 